# Airolaf
 (mars 2019).
Airolaf (إيرولاف en arabe) est une ville de la région de Tadjoura au nord-ouest de Djibouti et au centre de la région de Tadjoura. Elle est située à environ 115 kilomètres au sud-est de la capitale nationale, la ville de Djibouti. Airolaf est connue pour son climat tempéré et frais, la région la plus fraîche de Djibouti. La ville est dominée par les montagnes de Goda, la troisième plus haute montagne de Djibouti. L'une des caractéristiques distinctives de la campagne d'Airolaf est la culture généralisée de légumes.

## Démographie
La majorité de la population d'Airolaf est Afare.

## Géographie et climat
Airolaf se situe à une altitude de 1535 mètres. Elle présente les nuits les plus froides de Djibouti. Airolaf se trouve sur les montagnes de Goda, un massif de hauts plateaux de taille moyenne. En hiver, il fait assez froid la nuit et il peut même geler. Cependant, la ville se réchauffe rapidement à mesure que le soleil tropical monte au cours de la journée. La partie centrale tempérée où se situe Airolaf, est située sur un plateau rocheux. Les monts Goda présentent un mélange de zones climatiques montagnardes, avec des différences de température allant jusqu'à 10 °C, en fonction de l'altitude et des régimes de vents dominants. La température la plus élevée enregistrée est de 38 °C (100 °F) le 20 juillet 1999, alors que la température la plus basse enregistrée était de 6 °C (43 °F) le 31 décembre 1989. 
Airolaf a un climat semi-aride chaud (BSh) selon le système de Köppen-Geiger.
| Données climatiques pour Airolaf  | Données climatiques pour Airolaf | Données climatiques pour Airolaf | Données climatiques pour Airolaf | Données climatiques pour Airolaf | Données climatiques pour Airolaf | Données climatiques pour Airolaf | Données climatiques pour Airolaf | Données climatiques pour Airolaf | Données climatiques pour Airolaf | Données climatiques pour Airolaf | Données climatiques pour Airolaf | Données climatiques pour Airolaf | Données climatiques pour Airolaf |
| Mois                              | jan.                             | fév.                             | mars                             | avril                            | mai                              | juin                             | juil.                            | août                             | sep.                             | oct.                             | nov.                             | déc.                             | année                            |
| --------------------------------- | -------------------------------- | -------------------------------- | -------------------------------- | -------------------------------- | -------------------------------- | -------------------------------- | -------------------------------- | -------------------------------- | -------------------------------- | -------------------------------- | -------------------------------- | -------------------------------- | -------------------------------- |
| Température maximale moyenne (°C) | 22,0                             | 22,7                             | 24,6                             | 26,3                             | 29,4                             | 31,9                             | 31,4                             | 30,5                             | 29,5                             | 26,7                             | 24,1                             | 22,4                             | 26,8                             |
| Température minimale moyenne (°C) | 9,3                              | 10,3                             | 11,6                             | 13,2                             | 14,8                             | 17,1                             | 18,9                             | 18,4                             | 16,7                             | 13,4                             | 10,9                             | 9,4                              | 13,7                             |
| Précipitations moyennes (mm)      | 34                               | 37                               | 33                               | 45                               | 24                               | 13                               | 49                               | 70                               | 56                               | 16                               | 32                               | 22                               | 431                              |
| Source: Climate-Data.org          |                                  |                                  |                                  |                                  |                                  |                                  |                                  |                                  |                                  |                                  |                                  |                                  |                                  |